# Borderline (canción de Tame Impala)
«Borderline» es una canción del proyecto musical psicodélico australiano Tame Impala. Es la tercera pista del álbum de estudio de 2020 The Slow Rush y se lanzó como sencillo el 12 de abril de 2019 a través de Modular Recordings. La canción fue escrita por Kevin Parker, quien interpretó todos los instrumentos y voces. La canción fue influenciada por el rock y la música disco, y la letra explora el nihilismo y la inseguridad. Se estrenó durante la actuación de la banda en Saturday Night Live el 30 de marzo; Parker improvisó gran parte de la letra inicial ya que aún no las había finalizado.
El lanzamiento del sencillo en 2019 es anterior a cualquier detalle sobre The Slow Rush, que se retrasó hasta 2020. Parker reelaboró la canción para su inclusión en el álbum, haciendo cambios musicales y líricos. Reveló que modificó la canción del álbum principalmente porque se dio cuenta de que la línea de bajo no era lo suficientemente prominente. Después de lanzar el álbum, la versión individual lanzada anteriormente de "Borderline" se eliminó de todos los servicios de streaming.

## Antecedentes y producción
Después de pasar mucho tiempo trabajando en el tercer álbum de Tame Impala, Currents (2015), Kevin Parker decidió pasar de ser un perfeccionista a una mayor espontaneidad, y agregó que «encuentra algo que suena bien, debería hacerlo y no pensar en ello». «Borderline» se lanzó como sencillo en 2019, pero se reelaboró y relanzó por múltiples razones. Por un lado, Parker dijo que accidentalmente había silenciado demasiado la línea de bajo y que también quería cambiar algunos otros elementos de la canción, ya que lo habían presionado para lanzarla prematuramente. Explicó: «La forma en que lo describo es la forma en que suena ahora, es la forma en que lo estaba escuchando cuando lo lancé por primera vez. Entonces, para mí, la batería sonaba mucho más contundente. Y eran solo cosas que podía escuchar en la canción que no me di cuenta de que nadie más podía, por ejemplo, la línea de bajo, que era solo una especie de ejemplo de falta de perspectiva cuando estás trabajando en una canción, o cualquier cosa en la que alguien esté trabajando alguna vez. Pierdes la perspectiva cuando estás trabajando en ello, lo cual también es bueno, es hermoso que no tengas idea de lo que estás haciendo.»

## Promoción
Tame Impala debutó con la canción durante una actuación el 30 de marzo de 2019 en Saturday Night Live. Como la canción aún no se había lanzado, Parker cantó algunas letras improvisadas que luego se cambiaron. Más tarde anunció el lanzamiento de la canción a través de Instagram, publicando la portada con la leyenda "Viernes".

## Recepción de la crítica
En una mención a la actuación de la banda en Saturday Night Live, Music Feeds llamó a la canción un «escalofriante salón maravilloso y estimulante». Triple J ocupó el puesto 18 en Triple J Hottest 100 de 2019.

## Personal
- Kevin Parker – voz, instrumentación, producción, mezcla, ingeniería
- Dave Cooley – masterización

## Posicionamiento en listas
| Chart (2019–2020)                             | Peak position |
| --------------------------------------------- | ------------- |
| Australia (ARIA)                              | 58            |
| Irlanda (IRMA)                                | 63            |
| New Zealand Hot Singles (RMNZ)                | 17            |
| Portugal (AFP)                                | 96            |
| Reino Unido (UK Singles Chart)                | 78            |
| Estados Unidos (Hot Rock & Alternative Songs) | 3             |

| Listas (2019)                             | Posición |
| ----------------------------------------- | -------- |
| Estados Unidos Hot Rock Songs (Billboard) | 57       |